# 巨犀類
巨犀亚科（學名Paraceratheriinae，旧称：Indricotheriinae）是巨犀科下巨犀亞科的犀牛，过去常常将巨犀分类为跑犀科中，但这是错误的。牠們的四肢很長，沒有角。牠們自始新世開始演化至中新世早期。初期出現的跑犀科是很輕盈及跑得很快的動物，與現今的犀牛相距甚遠。到了始新世晚期及漸新世初期，巨犀類開始出現，很快就變得很巨型。牠們分佈在現今中國西南部、哈薩克及巴基斯坦，棲息在海邊的雨林。
巨犀類於漸新世中期至中新世早期到達了演化的顛峰，變成了真正巨型動物。牠們可能是陸地上最大的哺乳動物，約有中等蜥脚形亚目恐龍的身型。牠們只限於在亞洲中部生活，當時亞洲中部為大片的低地。與印度次大陸撞擊及喜瑪拉雅山的隆升引起了全球寒冷化、沙漠化及森林的消失，失去可靠的食物來源與棲地令這类巨型有蹄類滅絕。另外，在蒙古及俄羅斯也有發現一些未確認的巨犀類物種。

## 外部連結
- Discovery Channel
- Mikko's Phylogeny Archive （页面存档备份，存于）